# 大村一蔵

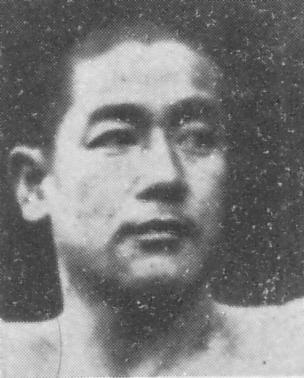
大村一蔵

大村 一蔵（おおむら いちぞう、1884年（明治17年）2月15日 - 1944年（昭和19年）1月29日）は日本の鉱山技師。石油調査・研究を専門とし、帝国石油副総裁や日本地質学会会長を歴任したほか、アマチュアスポーツの指導者としても活動した。

## 経歴
鳥取県鳥取片原二十番屋敷（現：鳥取市片原町）生まれ。鳥取県尋常中学校（現：鳥取県立鳥取西高等学校）、明治学院普通学部（現：明治学院高等学校）、第五高等学校（現：熊本大学）を経て、1907年（明治40年）、東京帝国大学理科大学（現：東京大学理学部）地質学科に入学。
帝大卒業後、下関市の黒鉛会社を経て、1912年（明治45年）に、当時日本石油と並ぶ二大石油会社であった宝田石油（本社・長岡市）に技師として入社。樺太、台湾、中国などで油田調査を行う。1921年（大正10年）10月には、海外石油会社に対抗するため宝田石油と日本石油が合併して日本石油（現：ENEOS）となったため、日本石油地質課長となった。
その後、樺太石油顧問、日本石油取締役などを経て、1942年（昭和17年）には帝国石油副総裁となった。同年、日本地質学会会長にも就任している。
また、この間には早稲田大学理工学科、京都帝国大学理学部地質学科、九州帝国大学工学部にて講師も務めている。
1944年（昭和19年）1月29日、脳発作のため死去。勲四等瑞宝章を受けた。59歳。

## スポーツ振興
大村は、大のスポーツ愛好家であり、特に相撲と野球の普及に力を入れていた。
大村が加入していた社交団体「天狗倶楽部」が、日本の学生相撲のルーツとなる「国技館学生角力大会」を開催した時は、運営の中心人物として尽力している。また、1926年（大正15年）には東京帝国大学に相撲部を創設し、師範も務めた。
野球では母校の鳥取中学野球部や、宝田石油本社の近所であった長岡中学（現：新潟県立長岡高等学校）野球部などの指導にあたっている。大村の指導の甲斐もあってか、全国中等学校優勝野球大会（現・全国高等学校野球選手権大会）の地区予選において鳥取中学は2年連続（1915年（大正4年）、1916年（大正5年））、長岡中学は4年連続（1918年（大正7年）-1921年（大正10年））の優勝を果たしている。なお、この功績から、1958年（昭和33年）には、長岡市体育協会による第1回体育功労者賞を授与されている。
また、1920年（大正9年）には飛田穂洲、太田四州（茂）、針重敬喜、弓館小鰐らとスポーツ雑誌『運動界』を創刊した。

## その他
- 雑誌に記事を書くときなど、「花和尚」というペンネームを使うこともあった。これは、天狗倶楽部の相撲大会の際に押川春浪によって付けられた四股名で、水滸伝が原典である。
- 大学時代、家の庭に土俵を造り、「大村部屋」と称していた。
- 野球の指導は厳しく、選手が「これ以上練習はできない」と校長に直訴するほどであった。
- 遺品が、出雲崎町石油記念館（尼瀬油田跡地）に展示されている。

## 関連文献
- 小松直幹「大村一蔵 : 青年とスポーツと地質学を愛した豪傑(地学者列伝)」『地球科学』第61巻第4号、地学団体研究会、2007年、321-327頁、doi:10.15080/agcjchikyukagaku.61.4_321。